# بنینی گاگنرو
بنینی گاگنرو (انگلیسی: Bénigne Gagneraux; ۲۴ سپتامبر ۱۷۵۶ – ۱۸ اوت ۱۷۹۵) نقاش، و قلم‌زن اهل فرانسه بود.
وی همچنین برندهٔ جوایزی همچون جایزه بزرگ رم شده‌است.